# كاميرون ماثر
كاميرون ماثر (بالإنجليزية: Cameron Mather)‏ هو لاعب اتحاد الرغبي بريطاني، ولد في 20 أغسطس 1973 في كرايستشرش في نيوزيلندا.